# Marco Sesia
Marco Sesia (Torino, 16 aprile 1970) è un allenatore di calcio ed ex calciatore italiano di ruolo centrocampista.

## Carriera
Giocava come centrocampista. Inizia la sua carriera da calciatore con Pinerolo e Nizza Millefonti in Serie D, per venire poi ingaggiato, nel 1993, dal Torino. Esordisce in Serie A con la squadra granata nel 1993-94, disputando nove gare. Scende poi in Serie B disputando oltre 150 gare con le maglie di Ancona, Reggina, Ternana e Cosenza.
Terminata l'esperienza di calciatore, intraprende quella di allenatore; la sua prima esperienza in panchina è in Eccellenza con la Saviglianese dove riveste il doppio ruolo di allenatore-giocatore, esperienza durata solamente un paio di mesi. Ottiene poi buoni risultati in Eccellenza piemontese con Cirievauda e Rivoli. Nel 2007-08 guida il Voghera in Serie D, mentre nella stagione 2008-09 allena la Canavese, in Seconda Divisione.
Allenò la Pro Vercelli nel 2009-10 e il Chieri, in Serie D, nella stagione successiva.
Dopo aver allenato il RapalloBogliasco, viene ingaggiato dal Barletta del neo presidente Giuseppe Perpignano, già presidente dello stesso RapalloBogliasco.
Il 13 marzo 2015 viene esonerato e sostituito da Ninni Corda.
Il 16 novembre 2015 subentra sulla panchina dell'AlbinoLeffe in Lega Pro, sostituendo l'esonerato David Sassarini.
Il 21 marzo 2016 viene sollevato dall'incarico e sostituito da Michele Facciolo.
Dal 2016 al 2019 assume la guida dell'under 17 del Torino, mentre per i successivi due anni viene promosso allenatore della primavera granata.
Terminata l'esperienza Torinista, nell'estate 2021, assume la guida del Casale, in Serie D. Il 5 dicembre successivo, dopo la sconfitta interna contro il Chieri e con la squadra al sesto posto in classifica, viene sollevato dall'incarico. Il 28 febbraio 2022, in seguito alle dimissioni di Giacomo Modica, viene richiamato alla guida della squadra. Al termine della stagione viene confermato insieme a tutto il suo staff. Il 29 novembre seguente viene esonerato.
Nel 2023 si accorda con l'Asti in Serie D. Nel gennaio 2025 la società piemontese comunica di aver trovato l'accordo con il tecnico per la risoluzione consensuale del contratto.

## Statistiche

### Statistiche da allenatore
Statistiche aggiornate al 30 settembre 2020.
| Stagione            | Squadra          | Campionato      | Campionato | Campionato | Campionato | Campionato | Coppe nazionali | Coppe nazionali | Coppe nazionali | Coppe nazionali | Coppe nazionali | Coppe continentali | Coppe continentali | Coppe continentali | Coppe continentali | Coppe continentali | Altre coppe | Altre coppe | Altre coppe | Altre coppe | Altre coppe | Totale | Totale | Totale | Totale | % Vittorie | Piazzamento |
| Stagione            | Squadra          | Comp            | G          | V          | N          | P          | Comp            | G               | V               | N               | P               | Comp               | G                  | V                  | N                  | P                  | Comp        | G           | V           | N           | P           | G      | V      | N      | P      | %          | Piazzamento |
| ------------------- | ---------------- | --------------- | ---------- | ---------- | ---------- | ---------- | --------------- | --------------- | --------------- | --------------- | --------------- | ------------------ | ------------------ | ------------------ | ------------------ | ------------------ | ----------- | ----------- | ----------- | ----------- | ----------- | ------ | ------ | ------ | ------ | ---------- | ----------- |
| 2005-2006           | Cirievauda       | Ecc.            | 30+2       | 14         | 8+1        | 8+1        | CI-Ecc.         | ?               | ?               | ?               | ?               | -                  | -                  | -                  | -                  | -                  | -           | -           | -           | -           | -           | 32     | 14     | 9      | 9      | 43,75      | 3º          |
| 2006-2007           | Rivoli           | Ecc.            | 30+4       | 21+1       | 7+3        | 2          | CI-Ecc.         | 10              | 5               | 2               | 3               | -                  | -                  | -                  | -                  | -                  | -           | -           | -           | -           | -           | 44     | 27     | 12     | 5      | 61,36      | 2º          |
| 2007-2008           | Voghera          | D               | 34         | 15         | 8          | 11         | CI-D            | 2               | 0               | 1               | 1               | -                  | -                  | -                  | -                  | -                  | -           | -           | -           | -           | -           | 36     | 15     | 9      | 12     | 41,67      | 8º          |
| 2008-2009           | Canavese         | 2D              | 34         | 11         | 11         | 12         | CI-LP           | 5               | 3               | 1               | 1               | -                  | -                  | -                  | -                  | -                  | -           | -           | -           | -           | -           | 39     | 14     | 12     | 13     | 35,90      | 8º          |
| 2009-2010           | Pro Vercelli     | 2D              | 34         | 11         | 8          | 15         | CI-LP           | 4               | 0               | 1               | 3               | -                  | -                  | -                  | -                  | -                  | -           | -           | -           | -           | -           | 38     | 11     | 9      | 18     | 28,95      | 12º         |
| feb.-giu. 2011      | Chieri           | D               | 13         | 5          | 4          | 4          | CI-D            | -               | -               | -               | -               | -                  | -                  | -                  | -                  | -                  | -           | -           | -           | -           | -           | 13     | 5      | 4      | 4      | 38,46      | Sub., 13º   |
| 2011-2012           | Chieri           | D               | 36+1       | 27         | 1          | 8+1        | CI-D            | 1               | 0               | 0               | 1               | -                  | -                  | -                  | -                  | -                  | -           | -           | -           | -           | -           | 38     | 27     | 1      | 10     | 71,05      | 2º          |
| 2012-2013           | Chieri           | D               | 34+1       | 19         | 7          | 8+1        | CI+CI-D         | 1+1             | 0+0             | 0+0             | 1+1             | -                  | -                  | -                  | -                  | -                  | -           | -           | -           | -           | -           | 37     | 19     | 7      | 11     | 51,35      | 3º          |
| Totale Chieri       | Totale Chieri    | Totale Chieri   | 85         | 51         | 12         | 22         |                 | 3               | 0               | 0               | 3               |                    | -                  | -                  | -                  | -                  |             | -           | -           | -           | -           | 88     | 51     | 12     | 25     | 57,95      |             |
| 2013-2014           | RapalloBogliasco | D               | 34+1       | 21         | 5          | 8+1        | CI-D            | 2               | 1               | 0               | 1               | -                  | -                  | -                  | -                  | -                  | -           | -           | -           | -           | -           | 37     | 22     | 5      | 10     | 59,46      | 2º          |
| 2014-mar. 2015      | Barletta         | LP              | 28         | 9          | 9          | 10         | CI-LP           | 3               | 2               | 0               | 1               | -                  | -                  | -                  | -                  | -                  | -           | -           | -           | -           | -           | 31     | 11     | 9      | 11     | 35,48      | Eson.       |
| nov. 2015-mar. 2016 | AlbinoLeffe      | LP              | 16         | 2          | 5          | 9          | CI-LP           | -               | -               | -               | -               | -                  | -                  | -                  | -                  | -                  | -           | -           | -           | -           | -           | 16     | 2      | 5      | 9      | 12,50      | Sub., Eson. |
| 2021-2022           | Casale           | D               | 30+1       | 14         | 12         | 4+1        | CI-D            | 1               | 0               | 1               | 0               | -                  | -                  | -                  | -                  | -                  | -           | -           | -           | -           | -           | 32     | 14     | 13     | 6      | 43,75      | 3º          |
| lug.-dic. 2022      | Casale           | D               | 16         | 5          | 6          | 5          | CI-D            | 2               | 1               | 0               | 1               | -                  | -                  | -                  | -                  | -                  | -           | -           | -           | -           | -           | 18     | 6      | 6      | 6      | 33,33      | Eson.       |
| Totale Casale       | Totale Casale    | Totale Casale   | 47         | 19         | 18         | 10         |                 | 3               | 1               | 1               | 1               |                    | -                  | -                  | -                  | -                  |             | -           | -           | -           | -           | 50     | 20     | 19     | 11     | 40,00      |             |
| 2023-2024           | Asti             | D               | 38         | 16         | 11         | 11         | CI-D            | 3               | 1               | 1               | 1               | -                  | -                  | -                  | -                  | -                  | -           | -           | -           | -           | -           | 41     | 17     | 12     | 12     | 41,46      | 8º          |
| 2024-gen. 2025      | Asti             | D               | 21         | 7          | 7          | 7          | CI-D            | 1               | 0               | 1               | 0               | -                  | -                  | -                  | -                  | -                  | -           | -           | -           | -           | -           | 22     | 7      | 8      | 7      | 31,82      | Eson.       |
| Totale Asti         | Totale Asti      | Totale Asti     | 59         | 23         | 18         | 18         |                 | 4               | 1               | 2               | 1               |                    | -                  | -                  | -                  | -                  |             | -           | -           | -           | -           | 63     | 24     | 20     | 19     | 38,10      |             |
| Totale carriera     | Totale carriera  | Totale carriera | 438        | 198        | 113        | 127        |                 | 36              | 13              | 8               | 15              |                    | -                  | -                  | -                  | -                  |             | -           | -           | -           | -           | 474    | 211    | 121    | 142    | 44,51      |             |

## Palmarès

### Giocatore

#### Competizioni nazionali
- Serie C2: 1

Taranto: 2000-2001